# Clark (bromfiets)
Clark is een Brits historisch merk van bromfietsen.
De bedrijfsnaam was: A. N. Clark, Binstead, Isle of Wight.
Clark was een Brits bedrijf dat normaal gesproken masten voor jachten maakte, maar in 1967 begon met de productie van de Clark Scamp, een soort minifiets met een tweetaktmotortje naast het achterwiel. Dit blokje was een product van Clark zelf. Het werd geen succes en in 1969 werd de productie gestaakt. Er waren er toen ongeveer 200 gemaakt. Het frame van deze "bromfiets" kwam van CWS in Birmingham. 